# 風の陣
『風の陣』（かぜのじん）は、本宮ひろ志による漫画作品。

## 概要
『週刊ヤングジャンプ』（集英社）2007年35号から2008年48号にかけて連載された。天才スキッパーの風間陣がシングルハンドディンギーや470級、クルーザーなどさまざまなヨットで活躍する漫画。全6巻で完結している。全国のヨットファンから注目され、日本セーリング連盟会報誌に紹介された。

## 既刊
『風の陣』
- 1巻 2008年1月 ISBN
- 2巻 2008年4月 ISBN
- 3巻 2008年7月 ISBN
- 4巻 2008年10月 ISBN
- 5巻 2009年1月 ISBN
- 6巻 2009年4月 ISBN